# Cirrhilabrus lunatus
Cirrhilabrus lunatus es una especie de peces de la familia Labridae en el orden de los Perciformes.

## Morfología
Los machos pueden llegar alcanzar los 8,5 cm de longitud total.

## Distribución geográfica
Se encuentra en las islas de Okinawa, Taiwán y Bali (Indonesia).